# Jesper Parnevik
Jesper Parnevik, né le 7 mars 1965 à Stockholm, est un golfeur suédois.

## En bref
- Taille : 1,83 m
- Poids : 79 kg
- Pro depuis : 1986

## Palmarès

### Ryder Cup
- Victoire en 1997, 2002
- Participation en 1999

### PGA Tour
- 1998 Phoenix Open
- 1999 Greensboro Chrysler Classic
- 2000 Bob Hope Classic, GTE Byron Nelson Classic
- 2001 Honda Classic

### Circuit Européen
- 1993 Open d'Écosse
- 1995 Masters de Scandinavie
- 1996 Trophée Lancôme
- 1998 Masters de Scandinavie